# Basket Club Icim Arad
Maillots
Le Basket Club Icim Arad est un club roumain de basket-ball féminin.

## Historique
Il participe à l'Euroligue 1994-1995.
Salimata Diatta, internationale sénégalaise, et Suzana Milovanović ont joué pour le club.

## Palmarès
- Championnat de Roumanie : , 1994, 1998, 1999, 2000, 2001, 2006, 2008, 2011, 2013
- Coupe de Roumanie : 2011, 2014